# عائشة القرطبية
عائِشَة القُرْطُبِيَّة (ت. 400 هـ / 1010 م) هي أديبة وشاعرة، من أهل قرطبة.
وصف ابن حَيّان صاحب «المُقتبس» عائشة بنت أحمد بن محمد بن قادم القرطبية بقوله: «لم يكن في زمانها من حرائر الأندلس مَنْ يَعْدِلُها علماً وفهماً وأدباً وشعراً وفصاحةً، تمدحُ ملوك الأندلس وتخاطبهم بما يَعْرِض لها من حاجة، وكانت حسنة الخَطّ، تكتب المَصاحف». عنيت عائشة القرطبية بجمع الكتب، فكانت لها خزانة كبيرة. وماتت عذراء لم تتزوج عام 400 هـ.